# 農婦の頭部
『農婦の頭部』（のうふのとうぶ、独: Kopf einer alten Bäuerin、 英: Head of a Peasant Woman）は、初期フランドル派の巨匠ピーテル・ブリューゲルが1568年ごろ、板上に油彩で描いた絵画である。特定の肖像画ではなく、トローニー (一瞬の感情とその結果としての顔の表情を描く習作) で、ブリューゲルはこれらの習作を後の作品に組み込んだ。本作は、ミュンヘンのアルテ・ピナコテークに所蔵されている。

## 作品

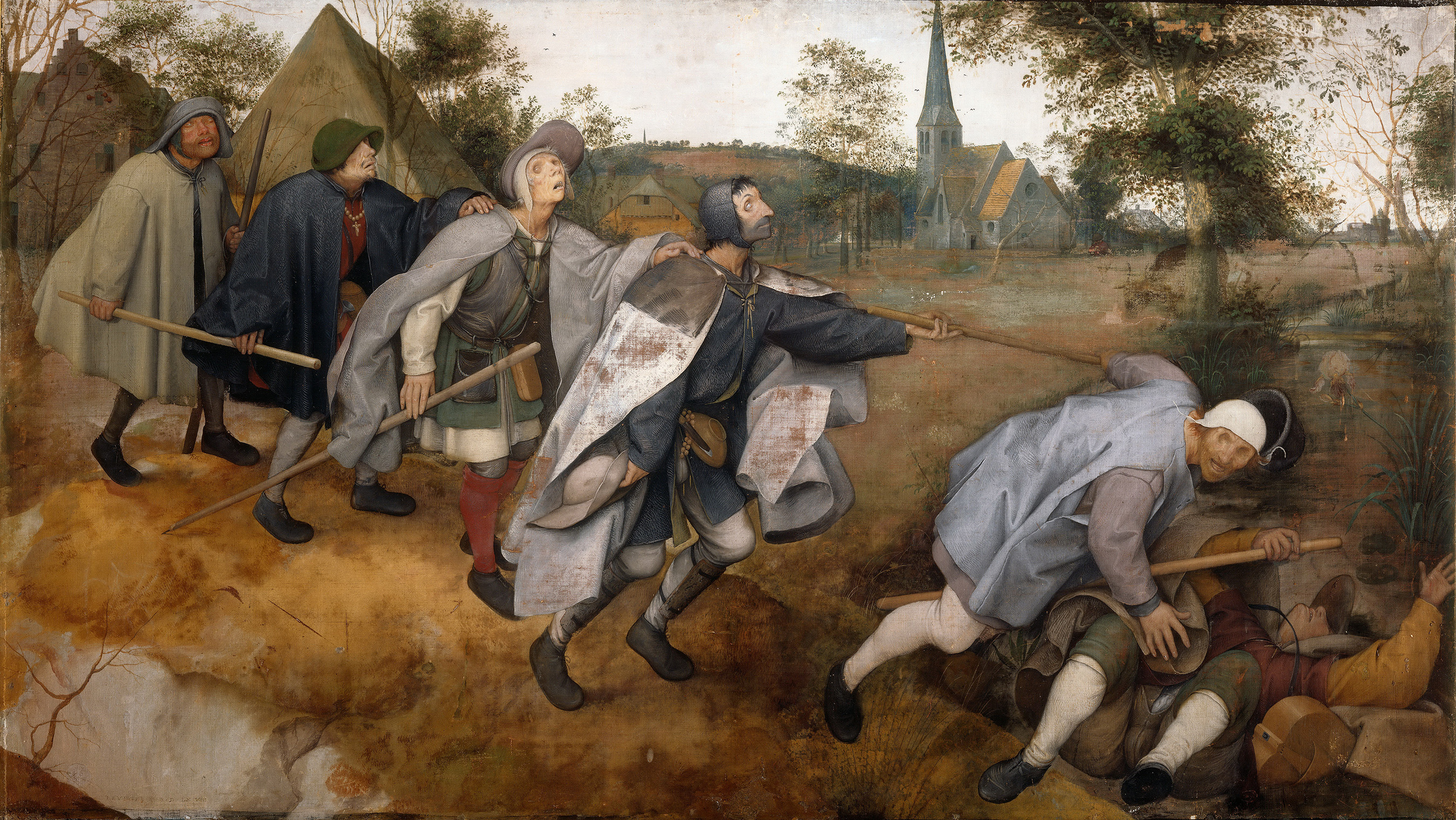
ピーテル・ブリューゲル『盲人の寓話』 (カポディモンテ美術館)

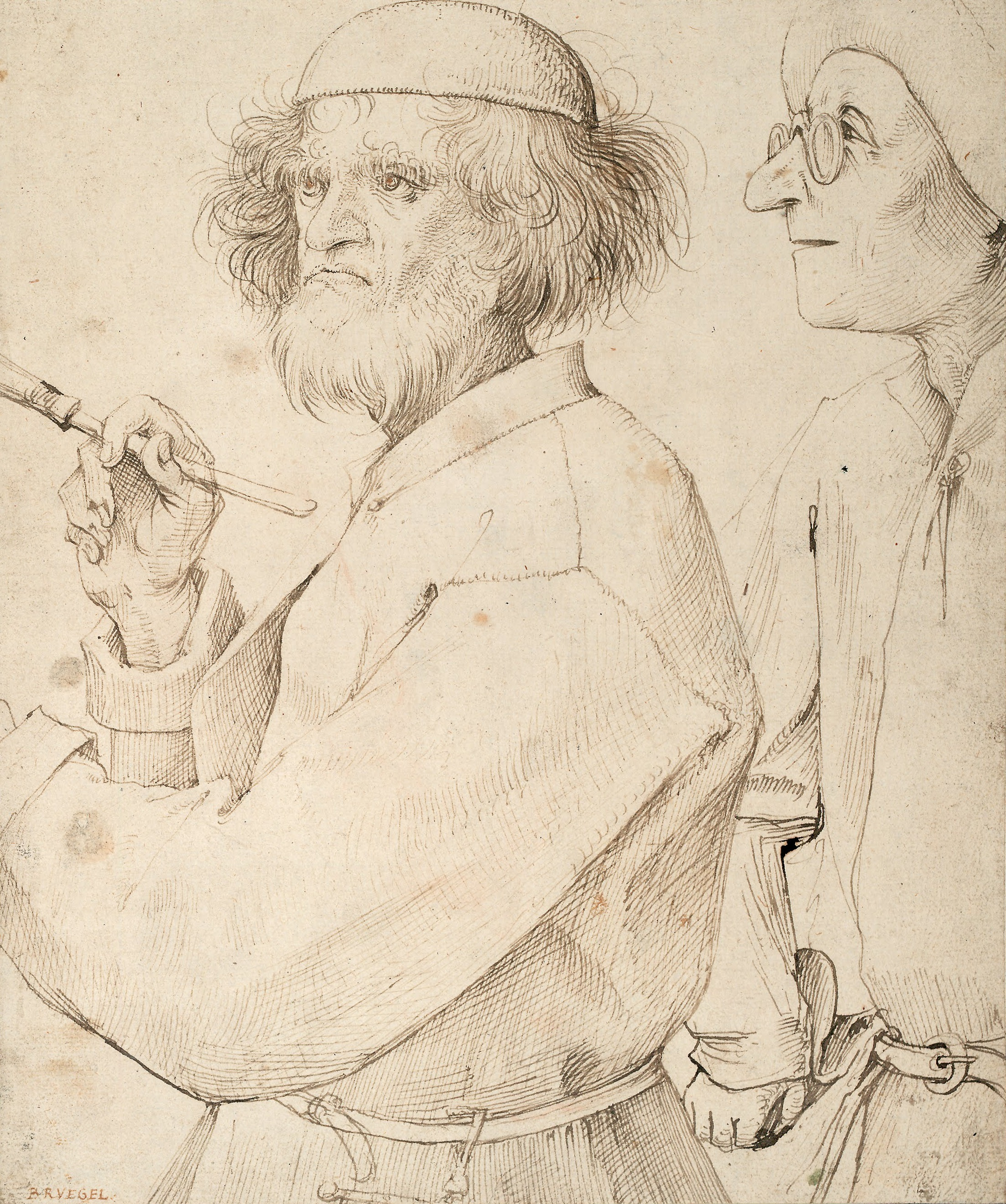
ピーテル・ブリューゲルの素描『画家と商人』

17世紀のいくつかの所蔵品目録によれば、ブリューゲルはかなりの数の頭部習作を制作したことになるが、今日真筆とされるのは本作のみである。描かれている農婦の眉毛、鼻の形、口元など、男女の差はあれ、『盲人の寓話』 (カポディモンテ美術館) の第3番目の老人や、素描『画家と商人』の商人との類似点があり、ブリューゲルの手を感じさせる。
おそらくブリューゲルはこうした特色のある顔の連作を多く工房に残したと思われる。息子ピーテル・ブリューゲル2世の複製がいくつか残されている。
ブリューゲルは生涯、肖像画を制作しなかったが、顔の人相学的特徴に関しては画家として貪欲なほどの興味を示した。特に1564年の『東方三博士の礼拝』 (ロンドン・ナショナル・ギャラリー) で三博士 (マギ) や牧人たちの老若貴賤のそれぞれ癖のある相貌表現に成功して以来、個性的な顔を画面に登場させている。
研究者のT・トリヨンは、「ブリューゲルは医者だったか」という論文で、本作の農婦が口で呼吸しているかのようにみえるのは、おそらく鼻茸のせいか、鼻中隔が湾曲しているのか、あるいは単純な鼻カタルのためで、画家は医者のように正確にその症状を描出している、と述べている。上述の『東方三博士の礼拝』にも、顔面神経を病んでいるような歪んだ口元のマギが描かれており、画家の鋭い観察眼がうかがわれる。